# Pelageja (pjevačica)
Pelageja (rus. Пелаге́я, puno ime - Pelageja Sergejevna Jefimovič, r. Hanova, rus. Пелаге́я Серге́евна Ефимо́вич, r. Ха́нова; Novosibirsk, Rusija, 14. srpnja 1986.) - folk rock-pjevačica, osnivačica i solistica grupe "Pelageja". Izvodi ruske narodne pjesme, romance i vlastite pjesme aranžirane u stilu folk rocka.

## Biografija
Svetlana Hanova, Pelagejina majka, bivša džez pjevačica, nakon što je izgubila glas postala je kazališna redateljica i predavala režiju i glumu u Novosibirsku. Danas je producent i režiser grupe svoje kćeri. Djevojačko prezime Hanova je prezime zadnjeg muža njezine majke.
Pelageja je počela nastupati s četiri godine; o njoj govori jedna od tematskih linija u TV filmu "Vunderkindy" prikazan na ruskom kanalu "Rossija". Na poziv Tatjane Djačenko nastupila je na samitu trojice predsjednika, Borisa Jeljcina, Helmuta Kohla i Jacquesa Chiraca.
S 8 godina Pelageja se bez polaganja ispita upisala u Novosibirsku specijalnu glazbenu školu pri Novosibirskom konzervatoriju "M.I. Glinka" te je postala prva učenica-vokalistica u 25 godina povijesti škole.
Godine 1993. upoznala se s frontmenom frupe "Kalinov most" Dmitrijem Revjakinom koji je poslao u Moskvu u emisiju "Utrennjaja zvezda" njezinu videokazetu, no, jer u to vrijeme nije bilo dijela posvećenog folkloru Jurij Nikolajev (voditelj emisije) joj je predložio da sudjeluje u natjecanju pobjednika emisije u kojem je osvojila prvo mjesto i dobila počasnu titulu "Najbolji izvođač narodne pjesme u Rusiji 1996. godine" te iznos od 1000 dolara. Otprilike u to vrijeme pjesma koju je otpjevala kao himnu ratniku, "Ljubo, bratcy, ljubo" (rus. "Любо, братцы, любо" hrv. "Divno je, braćo, divno"), snimljena na brzinu u Novosibirsku i koja se slučajno našla u rancu jednog od boraca novosibirskog OMON-a, postala je hit među ruskim vojnicima koji su sudjelovali u ratu u Čečeniji.
Kad je navršila 10 godina potpisala je ugovor s firmom "FeeLee Records" i preselila se u Moskvu. Pohađala je glazbenu školu pri Ruskoj akademiji glazbe "Gnesinih" u Moskvi, a također i školu № 1113 s temeljitim proučavanjem glazbe i koreografije. Stipendistica je zaklade "Junyje darovanija Sibiri" te je sudjelovala u međunarodnom programu UN-a "Nova imena Planeta". Sudjelovala je i u službenim događajima, i u alternativnim projektima ("Učites' plavat'", tribute Depeche Mode, dueti s Garikom Sukačovim, Vjačeslavom Butusovim, Aleksandrom F. Skljarom, Innom Želannom).
Godine 1997. Pelageja je postala član tima KVN-a (rus. "Клуб весёлых и находчивых", TV emisija u kojoj se dva tima natječu u dosjetkama i skečevima) Novosibirskog državnog univerziteta i tada najmlađa sudionica emisije u njezinoj povijesti. 
U srpnju 1999. na poziv Mstislava Rostropoviča sudjeluje u glazbenom festivalu u Švicarskoj zajedno s Leom Markusom, Jevgenijem Kisinom, Ravijem Shankarom, Paatom Burčuladze, B.B. Kingom. Galina Višnjevska, ruska operna pjevačica i supruga Rostropoviča, u intervjuu danom francuskom tisku nazvala je tada Pelageju "budućnošću svjetske operne scene".
Pelageja je 2000. osnovala grupu koja je kasnije nazvana po njoj. S četrnaest godina Pelageja je položila završni vanjski ispit u školi i nakon toga upisala Ruski univerzitet scenske umjetnosti, smjer estrada. Završila ga je s odličnim uspjehom (tzv. "crvena diploma") 2005. godine. Planirala je napisati disertaciju s temom "Utjecaj individualnih psiholoških karakteristika umjetnika na emocionalno stanje gledatelja", no, susrevši se s problemima pronalaska literature i uzevši u obzir svoje obaveze, plan je odgodila.
Godine 2004. pojavila se u epizodnoj ulozi u TV film "Jesenjin".
Zajedno s glumicom Darjom Moroz Pelageja je 2009. sudjelovala u trećoj sezoni emisije "Dve zvezdy". 2011. pjesma "Olga" koju je otpjevala s Garikom Sukačovim i Darjom Moroz pobijedila je u glasanju emisije "Dostojanije respubliki" u izdanju posvećenom pjesmama Garika Sukačova. 
Godine 2009. je pobijedila u nominaciji "Solistica" top liste "Čartova djužina".
U siječnju 2010. sudjelovala je u ruskoj izvedbi vokalne opere-improvizacije Bobbyja McFerrina "Bobble". Sljedeće godine je sudjelovala u snimanju predstave "Zavetnaja skazka" Nikolaja Borisova.
2012. je sudjelovala kao mentor u televizijskoj emisiji "Golos" na ruskom Prvom kanalu. Njezina natjecateljica Elmira Kalimullina je u šou zauzela drugo mjesto.
U privatnom životu Pelageja se 2010. udala za bivšeg režisera humorističkih emisija "Comedy Club" i "Comedy Woman" Dmitrija Jefimoviča i promijenila prezime, ali se 2012. razvela i uzela staro prezime.

## Zanimljive činjenice
- Ime Pelageja je njezino pravo ime. Sama Pelageja kaže: "nazvali su me u čast moje prabake - dadilje moje majke. Ona nije doživjela moje rođenje, no kažu da joj jako nalikujem".[15]
- U studenom 2002. ilegalno je izašao album "Pelageja", s fotografijama časopisa "Afiša" i logotipom "FeeLee Records".[16][17]
- Prema riječima Pelageje, ona i njezina obitelj su osobno poznavali Janku Djagilevu (pjevačicu grupe "Graždanskaja oborona") koja je poginula 1991. kad je Pelageji bilo 5 godina.[18]

## Članovi grupe "Pelageja"
- Pelageja Hanova - vokal
- Pavel Dešura - gitara, aranžman, prateći vokal
- Svetlana Hanova, aranžmani, glazbeni producent,
- Dmitrij Zelenskij - bubnjevi
- Aleksandr Savinih - bas gitara
- Anton Cypkin - bajan, klavijature

### Tehničko osoblje grupe
- Sergej Polubojarinov - režiser zvuka
- Svetlana Hanova - tekstovi, aranžmani

### Glazbenici koji sudjeluju u projektima grupe
- Artur Serovskij - udaraljke
- Jevgenij Uscov - bajan
- Aleksandr Dolgih - bajan
- Vladimir Belov - udaraljke
- Pavel Pičugin - bas
- Dmitrij Ždanov - alt saksofon
- Nikita Zeljcer - klavijature
- Dmitrij Hohlov - druge udaraljke
- Artjom Vorobjov - akustična gitara
- Mihail Judin - udaraljke
- Roman Šeletov - bas
- Vladimir Buselj -bubnjevi, udaraljke
- Grebstelj (Sergej Kalačov) - bas
- Dmitrij Simonov - bas
- Sergej Neboljsin - udaraljke
- Aleksej Nečuškin - bas

## Diskografija
- 1999. — singl Ljubo" (rus. Любо!)
- 2003. — album Pelageja (rus. Пелагея)
- 2004. — singl Repa (rus. Репа)
- 2006. — singl Singl (rus. Сингл)
- 2007. — Devuškiny pesni (rus. Девушкины песни)
- 2009. — singl Tropy (rus. Тропы)
- 2009. — koncertni album Sibirskij drajv (rus. Сибирский драйв)
- 2010. — album Tropy (rus. Тропы)